# Lakapouté
Lakapouté (ou Laka Poute) est une localité du Cameroun située dans l'arrondissement de Dargala, le département du Diamaré et la région de l’Extrême-Nord. Elle fait partie du lawanat de Yoldéo.

## Population
En 1975, la localité comptait 60 habitants, des Kanouri.
Lors du recensement de 2005, on y a dénombré 635 personnes.